# Alemanes de Volinia
La migración de alemanes a Volinia (región que cubre hoy el noroeste de Ucrania desde una corta distancia al oeste de Kiev hasta la frontera con Polonia) se produjo bajo condiciones muy diferentes de las que se dieron en otras partes de Rusia. Su migración se inició por el fomento de la nobleza local, a menudo polacos terratenientes, que querían desarrollar sus importantes tenencias de tierras en la zona. 
El 75% o más de ellos eran alemanes étnicos provenientes de la Polonia rusa más aquellos que se sumaron de otras regiones como del este y el oeste de Prusia, Pomerania, Posen, Wurtemberg y Galitzia, entre otros. Aunque los propios nobles les ofrecieron ciertas ventajas para el traslado, los alemanes de Volinia no recibieron ninguna facilidad fiscal ni tampoco la excepción del servicio militar que recibieron los alemanes de otras regiones.
El asentamiento comenzó como un goteo poco después de 1800. Una oleada se produjo tras la primera rebelión polaca de 1831, pero hacia 1850 todavía no pasaban de 5.000. La mayor migración tuvo lugar después de una segunda rebelión polaca de 1863, las condiciones en Polonia empeoraron y decenas de miles de alemanes de Polonia migraron hacia Volinia, cuando empezaron las inundaciones en la zona hasta que llegó a su pico con alrededor de 200.000 en 1900. 
La gran mayoría de estos alemanes eran de fe luterana (en Europa eran referidos como evangélicos). Un número pequeño de menonitas de la zona baja del río Vístula se asentó en la parte sur de Volinia, mientras que los bautistas y los Hermanos Moravos, que también llegaron, lo hicieron al noroeste de Zhitómir. Otra gran diferencia entre los alemanes aquí y en otras partes de Rusia es que los otros tendieron a asentarse en comunidades más grandes. Los alemanes de Volinia fueron esparcidos en más de 1400 aldeas. A pesar de que la población alcanzó su punto máximo en 1900, a fines de 1880 muchos alemanes ya habían comenzado a emigrar de Volinia hacia América del Norte. 
Entre 1911 y 1915, un pequeño grupo de agricultores alemanes de Volinia (36 familias - más de 200 personas) eligieron, en vez de ir hacia Siberia Oriental, hacer uso de los subsidios de reasentamiento de la reforma de Stolypin. Se establecieron en tres aldeas (Pijtinsk, Sredne-Pijtinsk y Dagnik) en lo que hoy es el distrito Zalarinski del óblast de Irkutsk, donde llegaron a ser conocidos como los "holandeses del Bug". Aparentemente, debieron dejar de usar el alemán y en su lugar hablaban ucraniano o polaco, y utilizaban Biblias luteranas que habían sido impresas en la Prusia Oriental, en polaco, pero en escritura gótica. Sus descendientes, quienes todavía tienen nombres alemanes, continúan viviendo en el distrito en el siglo XXI.